# A Classic Horror Story
A Classic Horror Story è un film horror italiano del 2021 diretto da Roberto De Feo e Paolo Strippoli.
Per il film, Roberto De Feo e Paolo Strippoli hanno vinto il premio alla miglior regia alla 67ª edizione del Taormina Film Fest. Il film ha ottenuto una candidatura ai premi David di Donatello 2022 nella categoria Migliori Effetti Visivi vfx. Nel mese di Luglio 2021 il The New York Times ha inserito "A Classic Horror Story" tra i 5 migliori film horror da guardare in streaming.

## Trama
Fabrizio, un giovane calabrese appassionato di cinema che gira con una telecamera, Riccardo, medico sospeso e in fase di separazione, Elisa, una neolaureata incinta, nonché l'inglese Mark e l'ucraina Sofia, due fidanzati in vacanza, condividono il camper di Fabrizio in carpooling per raggiungere un paesino calabrese. 
Durante la notte, mentre alla guida non c'è Fabrizio bensì Mark, il quale ha bevuto troppa della birra offerta da Fabrizio, il camper si schianta contro un albero per evitare un capretto morto e, al loro risveglio, i cinque non sono più lungo una strada ma in una radura con una casa di legno vicina a un folto bosco. Mentre Mark, che ha una gamba ferita, rimane nel camper, gli altri esplorano i dintorni imbattendosi in fantocci insanguinati, teste di animale mozzate e i quadri di tre figure misteriose che ricordano a Fabrizio la leggenda di Osso, Mastrosso e Carcagnosso: queste tre figure arrivate sulla Terra accolsero le richieste di aiuto della povera gente affamata in cambio però del sacrificio di tre persone a cui, rispettivamente, cavarono gli occhi, mozzarono la lingua e tagliarono le orecchie.
Quella notte, mentre gli altri, nascostisi nella soffitta della casa, trovano rinchiusa in una gabbia di paglia una ragazzina, Chiara, a cui hanno mozzato la lingua, alcune sinistre figure mascherate rapiscono Mark a cui cavano gli occhi per poi ucciderlo. Poi, la mattina, i quattro sopravvissuti si accorgono che il camper è scomparso e che è rimasta solo una birra che il gruppo si divide prima di addormentarsi; tuttavia, poche ore dopo, Elisa si risveglia di soprassalto e vede le stesse sinistre figure mascherate tagliare un orecchio e poi la gola a Riccardo e Sofia per poi venir trascinata in casa da Fabrizio che poi sbarra la porta. 
È così che Elisa, resasi conto che il motivo per cui non si sono svegliati durante l'incidente poi durante il rapimento di Riccardo e Sofia è che la birra offerta da Fabrizio conteneva un narcotico, finge di abbracciare Fabrizio per togliergli dall'orecchio un auricolare. Scoperto che Fabrizio è complice degli assassini, Elisa viene rapita e si risveglia con le mani inchiodate a una sedia a rotelle a capo di un'enorme tavolata piena di strane figure e al cui capo opposto c'è la boss Carmela Casciello che rivela che questo è l'unico modo per sostentare i suoi "figli" dal momento che «la mafia non è più quella di una volta». 
Elisa viene infine rinchiusa in una stanza piena di schermi in cui, comunicando con Fabrizio, scopre che la mafia sta vendendo snuff-movie girati da Fabrizio - studente di cinema disgustato dal fatto che i suoi connazionali abbiano abbandonato il cinema horror perché amorale, ma si attacchino alla TV per seguire crimini reali - e dalla sorellina - Chiara - dietro la supervisione della loro madre - Carmela Casciello. Elisa, che è ancora viva solo perché la madre di Fabrizio vuole che muoia in un modo ben preciso, lo deride in quanto il suo film è pieno di stereotipi al punto da permetterle di capire cosa stava accadendo . Poi mentre Fabrizio e la finta Chiara, a causa di queste affermazioni, hanno un rumoroso diverbio, Elisa si libera, si maschera e si arma di un fucile.
È così che Elisa raggiunge la roulotte dei fratelli che uccide col fucile mentre filma il tutto per poi scappare nel bosco e, seguendo un ragazzino in costume da bagno che aveva fatto la comparsa nella scena della tavolata, arrivare a una spiaggia dove i bagnanti, vedendola ferita e ricoperta di sangue, si mettono a riprenderla col telefonino. Elisa conclude il suo cammino fino ad arrivare in mare, inabissandosi nelle acque come per cancellarsi di dosso quanto ha appena vissuto.
In una scena dopo i titoli di coda, si vede che il film girato dalla mafia è stato venduto al servizio streaming BloodFlix col titolo "A classic horror story" e un utente insoddisfatto si connette alla Tor - facendo capire che la piattaforma si trova nel deep web - e clicca sul pollice in giù in segno di disapprovazione, mentre altri utenti dicono la loro sulla dubbia qualità del film, non sapendo che gli eventi girati sono reali.

## Produzione
Il film è stato girato in Puglia, in luoghi il più possibile simili alla Calabria.

## Distribuzione
Il film è stato distribuito globalmente il 14 luglio 2021 su Netflix.
il film è vietato ai minori di 14 anni.

## Accoglienza
Il film è stato sul podio dei più visti al mondo su Netflix nella settimana dal 14 al 20 Luglio 2021. Il New York Times lo inserisce nella lista dei cinque film horror consigliati a Luglio. La rivista Best Movie dedica al film la copertina dell'inserto Best Streaming definendolo "La rivoluzione del cinema dell'orrore italiano". Gabriele Niola di Bad Taste gli assegna 4 stelle su 5. Coming Soon scrive “Il colpo di scena del film è davvero sensazionale. Forse è l’inizio di una nouvelle vague horror”. Sull'aggregatore Rotten Tomatoes il film riceve il 50% delle recensioni professionali positive con un voto medio di 5,6 su 10 basato su 10 critiche. Tommaso Tocci di MYmovies.it gli assegna 3 stelle su 5 affermando: "Più che un serio tentativo di lavorare la forma horror nel contesto dell'industria italiana, A Classic Horror Story finisce per essere un grido di frustrazione citazionista forse troppo ovvia e legata al postmodernismo anni Novanta. Pur sempre di grido si tratta, però, il che è un segno di vita importante. Il talento di De Feo e la sua astuta attenzione alle logiche del genere farà il resto".
Nel dicembre 2021 Netflix Italia ha inserito "A Classic Horror Story" nella Top 10 dei migliori film dell'anno.

## Candidature e Riconoscimenti
- Candidatura ai premi David di Donatello 2022 nella categoria Migliori Effetti Visivi vfx.[12]
- Premio Miglior regia al Taormina Film Festival 2021.[13]
- Candidatura al Ciak D'Oro, premio della rivista Ciak nella categoria "Miglior Regista Esordiente".[14]
- Candidatura al Premio Caligari 2021, all'interno del Noir in Festival 2021.[15]